# Advibhavi(Maski), Lingsugur
Advibhavi(Maski) là một làng thuộc tehsil Lingsugur, huyện Raichur, bang Karnataka, Ấn Độ.